# Мирјана Летица Кулунџић
Мирјана Летица Кулунџић (Сарајево, 1910) српска је вајарка.

## Биографија
Рођена је 1910. године у Сарајеву. Завршила је Школу за примењену уметност у Брислу. Студирала је приватно вајарство у атељеу Ристе Стијовића. Од 1953. године учествује на изложбама Удружења ликовних уметника Србије. Излагала је на изложби „Послератне вајарске генерације Србије 1945—1955” у галерији Дома војске у Београду од 25. септембра до 20. октобра 1955, „Скулптура у слободном простору” и „Савремена српска скулптура” 1957, изложбе „НОБ у делима ликовних уметника Југославије” у галерији Дома војске у Београду од 25. јуна до 15. септембра 1971. и од 24. јуна до 12. септембра 1976. године.